# وروتسواوکی
وروتسواوکی (به لاتین: Wrocławki) یک روستا در لهستان است که در گمینا پاپووو بیسکوپیه واقع شده‌است.